# Giovanni Sallustio Peruzzi
Giovanni Sallustio Peruzzi (Siena, ... – Austria, 1572) è stato un architetto italiano.
Figlio di Baldassarre Peruzzi, fu anch'esso architetto. A Roma progettò l'entrata nobile di Castel Sant'Angelo, e progettò ed iniziò la ricostruzione di Santa Maria in Traspontina in Borgo, oggi su Via della Conciliazione ( iniziata nel 1566, non finita sino al 1668), dove il travertino per la sua facciata fu prelevato dal Colosseo (Nyborg). Collaborò con Pirro Ligorio alla Casina di Papa Pio IV. Diresse inoltre la costruzione, a spese della comunità ebraica, delle mura del Ghetto. 
Dopo il 1567 si trasferì a Vienna, dove lavorò come ingegnere ed architetto per l'Imperatore Massimiliano II.